# Mahmoud Aly Ahmed
Pour les articles homonymes, voir Ahmed.
Mahmoud Aly Ahmed (en arabe : محمود علي أحمد) est un boxeur égyptien né le 12 septembre 1945.

## Carrière
Mahmoud Aly Ahmed est médaillé d'or dans la catégorie des poids mi-lourds aux Jeux méditerranéens d'Izmir en 1971 puis médaillé de bronze dans cette même catégorie aux championnats d'Afrique de Nairobi en 1972.
Aux Jeux olympiques d'été de 1972 à Munich, il est éliminé au premier tour dans cette même catégorie par le Soviétique Nikolaï Anfimov.
Il devait participer aux Jeux olympiques d'été de 1976 à Montréal mais il déclare forfait alors qu'il devait affronter au premier tour le Bulgare Atanas Sapundzhiev, en raison du boycott africain de ces Jeux.